# Recebedores da Cruz de Cavaleiro da Cruz de Ferro com Folhas de Carvalho: 1942
A Cruz de Cavaleiro da Cruz de Ferro (em alemão:  Ritterkreuz des Eisernen Kreuzes) foi a maior condecoração militar concedida pela Alemanha Nazi durante a Segunda Guerra Mundial. Era concedida a militares de todas as patentes, deste um soldado até um Marechal de Campo e por diversos motivos que incluíam os atos de bravura de um soldado em batalha, um piloto de caça por ter abatido um número significativo de aeronaves inimigas e o hábil comando das tropas durante a batalha. Os condecorados eram enaltecidos pela propaganda alemã, tendo eles recebido grande atenção por parte da publicidade. Eram vendidos, por exemplo, porta retratos com as fotos dos últimos condecorados. Eles ainda eram convidados a discursar aos trabalhadores das fábricas envolvidas no esforço de guerra.
A Cruz de Cavaleiro da Cruz de Ferro com Folhas de Carvalho (em alemão:  Ritterkreuz des Eisernen Kreuzes mit Eichenlaub) foi introduzida no dia 3 de junho de 1940 para destacar àqueles que já haviam sido condecorados com a Cruz de Cavaleiro e continuaram a demonstrar atos de bravura em combate. Foram entregues sete condecorações no ano de 1940, 50 em 1941, 111 em 1942, 192 em 1943, 328 em 1944 e 194 em 1945, sendo um total de 882 condecorados. Foram ainda condecorados oito estrangeiros, que eram aliados da Alemanha durante a guerra.
O número de 882 condecorados com as Folhas de Carvalho é com base na análise feita pela Associação dos Recebedores da Cruz de Cavaleiro da Cruz de Ferro. O autor Veit Scherzer contestou a validade de 27 destas condecorações. Com a exceção da condecoração entregue para Hermann Fegelein, todas as demais condecorações ocorreram no ano de 1945, quando os últimos dias do Terceiro Reich deixaram as nomeações incompletas e diversos estágios da aprovação não foram concluídos. Hermann Fegelein foi condecorado com as Folhas de Carvalho no ano de 1942, mas foi sentenciado a morte por Hitler e executado no dia 28 de abril de 1945 após uma corte marcial liderada pelo SS-Brigadeführer e Generalmajor da Waffen-SS Wilhelm Mohnke. A sentença de morte resultou na perda de todas as suas ordens e honrarias.

## Criação
A Cruz de Cavaleiro da Cruz de Ferro e seus graus mais altos foram baseados em quatro diferentes decretos. O primeiro decreto Reichsgesetzblatt I S. 1573 de 1 de setembro de 1939 instituiu a Cruz de Ferro (Eisernes Kreuz) e Cruz de Cavaleiro da Cruz de Ferro e a Grande Cruz da Cruz de Ferro (Großkreuz des Eisernen Kreuzes). O segundo artigo do decreto especifica que para ser condecorado com uma classe superior deveria ser primeiramente condecorado com todas as classe precedentes. Com o progresso da guerra, alguns do condecorados foram se destacando, sendo necessária um novo grau da condecoração, sendo então instituído no dia 3 de junho de 1940 o decreto Reichsgesetzblatt I S. 849 que criou a Cruz de Cavaleiro da Cruz de Ferro com Folhas de Carvalho.
Foram criados no dia 28 de setembro de 1941 dois graus da Cruz de Cavaleiro com o decreto Reichsgesetzblatt I S. 613, a Cruz de Cavaleiro da Cruz de Ferro com Folhas de Carvalho e Espadas Ritterkreuz des Eisernen Kreuzes mit Eichenlaub und Schwertern e a Cruz de Cavaleiro da Cruz de Ferro com Folhas de Carvalho, Espadas e Diamantes Ritterkreuz des Eisernen Kreuzes mit Eichenlaub, Schwertern und Brillanten. No final de 1944 o último grau da Cruz de Cavaleiro, a Cruz de Cavaleiro da Cruz de Ferro com Folhas de Carvalho Douradas, Espadas e Diamantes Ritterkreuz des Eisernen Kreuzes mit goldenem Eichenlaub, Schwertern und Brillanten a condecoração foi criada com o decreto Reichsgesetzblatt 1945 I S. 11 de 29 de dezembro de 1944.

## Condecorados
O Alto Comando da Wehrmacht mantinha listas separadas dos condecorados da Cruz de Cavaleiro separadas para os três ramos militares, Heer (exército), Luftwaffe (força aérea), Kriegsmarine (marinha) e para a Waffen-SS. era designado um número sequencial para cada um dos condecorados. Este mesmo paradigma foi aplicado para os graus mais altos da Cruz de Cavaleiro, sendo feita uma lista por ramo militar. Os condecorados das Folhas de Carvalho estão ordenados cronologicamente e pelo número de condecoração definido pelo OKW. A patente listada é a patente que o militar tinha na data da condecoração, assim como a unidade em que estava.
| Número | Nome                                                    | Serviço      | Patente                                         | Ocupação e unidade                                                                                | Data de condecoração    | Notas                                                                   | Imagem |
| ------ | ------------------------------------------------------- | ------------ | ----------------------------------------------- | ------------------------------------------------------------------------------------------------- | ----------------------- | ----------------------------------------------------------------------- | ------ |
| 58     | Oskar von Boddien                                       | Heer         | Oberstleutnant                                  | Comandante do Aufklärungs-Abteilung 22                                                            | 8 de janeiro de 1942*   | Morto em combate 6 de janeiro de 1942                                   | —      |
| 59     | Hans Jordan                                             | Heer         | Oberst                                          | Comandante do Infanterie-Regiment 49                                                              | 16 de janeiro de 1942   | 64. Espadas 20 de abril de 1944                                         | —      |
| 60     | Karl-Wilhelm Specht                                     | Heer         | Oberst                                          | Comandante do Infanterie-Regiment 55                                                              | 16 de janeiro de 1942   | —                                                                       | —      |
| 61     | Hans Freiherr von Wolff                                 | Heer         | Hauptmann                                       | Comandante do I./Schützen-Regiment 28                                                             | 16 de janeiro de 1942   | Ao mesmo tempo promovido para Major                                     | —      |
| 62     | Hans-Valentin Hube                                      | Heer         | Generalmajor                                    | Comandante do 16. Panzer-Division                                                                 | 16 de janeiro de 1942   | 22. Espadas 21 de dezembro de 1942 13. Diamantes 20 de abril de 1944    | —      |
| 63     | Karl-Heinz Noak                                         | Heer         | Oberleutnant                                    | Comandante do 1./Panzer-Jagd-Abteilung 137                                                        | 16 de janeiro de 1942   | —                                                                       | —      |
| 64     | Joachim Helbig                                          | Luftwaffe    | Hauptmann                                       | Gruppenkommandeur do I.(Kampf)/Lehrgeschwader 1                                                   | 16 de janeiro de 1942   | 20. Espadas 28 de setembro de 1942                                      | —      |
| 65     | Otto Hitzfeld                                           | Heer         | Oberstleutnant                                  | Comandante do Infanterie-Regiment 213                                                             | 17 de janeiro de 1942   | (158) Espadas 9 de maio de 1945?                                        |        |
| 66     | Wilhelm Wegener                                         | Heer         | Oberst                                          | Comandante do Infanterie-Regiment 94                                                              | 19 de janeiro de 1942   | 97. Espadas 17 de setembro de 1944                                      | —      |
| 67     | Hans Traut                                              | Heer         | Oberst                                          | Comandante do Infanterie-Regiment 41 (motorizado) e Líder da 10. Infanterie-Division (motorizado) | 23 de janeiro de 1942   | —                                                                       | —      |
| 68     | Werner-Albrecht von und zu Gilsa                        | Heer         | Generalmajor                                    | Comandante do 216. Infanterie-Division                                                            | 24 de janeiro de 1942   | —                                                                       | —      |
| 69     | Hermann Breith                                          | Heer         | Generalmajor                                    | Comandante da 3. Panzer-Division                                                                  | 31 de janeiro de 1942   | 48. Espadas 21 de fevereiro de 1944                                     |        |
| 70     | Rolf Kaldrack                                           | Luftwaffe    | Hauptmann                                       | Gruppenkommandeur do II./Schnellkampfgeschwader 210                                               | 9 de fevereiro de 1942* | Morto em combate 3 de fevereiro de 1942                                 | —      |
| 71     | Heinrich Borgmann                                       | Heer         | Hauptmann                                       | Comandante do III./Infanterie-Regiment 46                                                         | 11 de fevereiro de 1942 | Morto em combate 6 de abril de 1945                                     | —      |
| 72     | Ewald von Kleist                                        | Heer         | Generaloberst                                   | Comandante do Panzergruppe 1                                                                      | 17 de fevereiro de 1942 | 60. Espadas 30 de março de 1944                                         |        |
| 73     | Georg-Hans Reinhardt                                    | Heer         | General der Panzertruppe                        | Commander-in-chief of Panzergruppe 3                                                              | 17 de fevereiro de 1942 | 68. Espadas 26 de maio de 1944                                          |        |
| 74     | Walter Model                                            | Heer         | General der Panzertruppe                        | Comandante geral do XXXXI. Panzerkorps                                                            | 17 de fevereiro de 1942 | 28. Espadas 2 de abril de 1943 17. Diamantes 17 de agosto de 1944       | —      |
| 75     | Willibald Freiherr von Langermann und Erlencamp         | Heer         | Generalmajor                                    | Comandante da 4. Panzer-Division                                                                  | 17 de fevereiro de 1942 | —                                                                       |        |
| 76     | Walter Wessel                                           | Heer         | Oberst                                          | Comandante do Infanterie-Regiment 15 (motorizado)                                                 | 17 de fevereiro de 1942 | A mesmo tempo promovido para Generalmajor                               | —      |
| 77     | Walter Hagen                                            | Luftwaffe    | Oberstleutnant                                  | Geschwaderkommodore of Sturzkampfgeschwader 1                                                     | 17 de fevereiro de 1942 | —                                                                       | —      |
| 78     | Albert Kesselring                                       | Luftwaffe    | Generalfeldmarschall                            | Chief of Luftflotte 2 e OB Süd                                                                    | 25 de fevereiro de 1942 | 15. Espadas 18 de julho de 1942 14. Diamantes 19 de julho de 1944       |        |
| 79     | Gerhard Köppen                                          | Luftwaffe    | Feldwebel                                       | Piloto no 8./Jagdgeschwader 52                                                                    | 27 de fevereiro de 1942 | —                                                                       | —      |
| 80     | Kurt Ubben                                              | Luftwaffe    | Hauptmann                                       | Gruppenkommandeur do III./Jagdgeschwader 77                                                       | 12 de março de 1942     | —                                                                       | —      |
| 81     | Max-Hellmuth Ostermann                                  | Luftwaffe    | Oberleutnant                                    | Staffelkapitän do 7./Jagdgeschwader 54                                                            | 12 de março de 1942     | 10. Espadas 17 de maio de 1942                                          | —      |
| 82     | Franz Eckerle                                           | Luftwaffe    | Hauptmann                                       | Gruppenkommandeur do I./Jagdgeschwader 54                                                         | 12 de março de 1942*    | Morto em combate 14 de fevereiro de 1942                                | —      |
| 83     | Wolf-Dietrich Huy                                       | Luftwaffe    | Oberleutnant                                    | Staffelkapitän do 7./Jagdgeschwader 77                                                            | 17 de março de 1942     | —                                                                       | —      |
| 84     | Hans Strelow                                            | Luftwaffe    | Leutnant                                        | Staffelführer do 5./Jagdgeschwader 51 "Mölders"                                                   | 24 de março de 1942     | —                                                                       | —      |
| 85     | Wilhelm Spies                                           | Luftwaffe    | Hauptmann                                       | Gruppenkommandeur do I./Zerstörergeschwader 26 "Horst Wessel"                                     | 5 de abril de 1942*     | Morto em combate 27 de janeiro de 1942                                  | —      |
| 86     | Friedrich-Wilhelm Müller                                | Heer         | Oberst                                          | Comandante do Infanterie-Regiment 105                                                             | 8 de abril de 1942      | 128. Espadas 27 de janeiro de 1945                                      | —      |
| 87     | Erich Topp                                              | Kriegsmarine | Kapitänleutnant                                 | Comandante do U-552                                                                               | 11 de abril de 1942     | 17. Espadas 17 de agosto de 1942                                        |        |
| 88     | Theodor Eicke                                           | Waffen-SS    | SS-Obergruppenführer e General do Waffen-SS     | Comandante do SS-Division "Totenkopf"                                                             | 20 de abril de 1942     | —                                                                       |        |
| 89     | Reinhard Hardegen                                       | Kriegsmarine | Kapitänleutnant                                 | Comandante do U-123                                                                               | 23 de abril de 1942     | —                                                                       | —      |
| 90     | Wolfgang Späte                                          | Luftwaffe    | Oberleutnant da reserva                         | Staffelkapitän do 5./Jagdgeschwader 54                                                            | 23 de abril de 1942     | —                                                                       | —      |
| 91     | Alfred Wünnenberg                                       | Waffen-SS    | SS-Brigadeführer e Generalmajor do Police       | Comandante do SS-Polizei-Division                                                                 | 23 de abril de 1942     | —                                                                       |        |
| 92     | Theodor Scherer                                         | Heer         | Generalmajor                                    | Comandante da 281. Sicherungs-Division e defensor de Cholm                                        | 5 de maio de 1942       | —                                                                       |        |
| 93     | Hermann Graf                                            | Luftwaffe    | Leutnant da reserva                             | Staffelführer do 9./Jagdgeschwader 52                                                             | 17 de maio de 1942      | 11. Espadas 19 de maio de 1942 5. Diamantes 16 de setembro de 1942      | —      |
| 94     | Adolf Dickfeld                                          | Luftwaffe    | Leutnant da reserva                             | Piloto no 7./Jagdgeschwader 52                                                                    | 19 de maio de 1942      | —                                                                       | —      |
| 95     | Eberhard von Mackensen                                  | Heer         | General der Kavillerie                          | Comandante geral do III. Panzerkorps                                                              | 26 de maio de 1942      | —                                                                       | —      |
| 96     | Leopold Steinbatz                                       | Luftwaffe    | Oberfeldwebel                                   | Piloto no 9./Jagdgeschwader 52                                                                    | 2 de junho de 1942      | 14. Espadas 23 de junho de 1942                                         | —      |
| 97     | Hans-Joachim Marseille                                  | Luftwaffe    | Oberleutnant                                    | Piloto no 3./Jagdgeschwader 27                                                                    | 6 de junho de 1942      | 12. Espadas 18 de junho de 1942 4. Diamantes 3 de setembro de 1942      |        |
| 98     | Helmut Lent                                             | Luftwaffe    | Major                                           | Gruppenkommandeur do II./Nachtjagdgeschwader 2                                                    | 6 de junho de 1942      | 32. Espadas 2 de agosto de 1943 15. Diamantes 31 de julho de 1944       |        |
| 99     | Robert-Georg Freiherr von Malapert                      | Luftwaffe    | Hauptmann                                       | Gruppenkommandeur do II./Sturzkampfgeschwader 1                                                   | 8 de junho de 1942*     | Morto em combate 21 de maio de 1942                                     | —      |
| 100    | Ludwig Wolff                                            | Heer         | Generalmajor                                    | Comandante da 22. Infanterie-Division (Luftlande)                                                 | 22 de junho de 1942     | —                                                                       |        |
| 101    | Friedrich Geißhardt                                     | Luftwaffe    | Oberleutnant                                    | Piloto e adjutant do Stab do I./Jagdgeschwader 77                                                 | 23 de junho de 1942     | —                                                                       | —      |
| 102    | Heinrich Setz                                           | Luftwaffe    | Oberleutnant                                    | Staffelkapitän do 4./Jagdgeschwader 77                                                            | 23 de junho de 1942     | —                                                                       | —      |
| 103    | Walter von Brockdorff-Ahlefeldt                         | Heer         | General der Infanterie                          | Comandante geral do II. Armeekorps                                                                | 27 de junho de 1942     | —                                                                       | —      |
| 104    | Rolf Mützelburg                                         | Kriegsmarine | Kapitänleutnant                                 | Comandante do U-203                                                                               | 15 de julho de 1942     | —                                                                       | —      |
| 105    | Adalbert Schnee                                         | Kriegsmarine | Kapitänleutnant                                 | Comandante do U-201                                                                               | 15 de julho de 1942     | —                                                                       | —      |
| 106    | Erwin Clausen                                           | Luftwaffe    | Oberleutnant                                    | Staffelkapitän do 6./Jagdgeschwader 77                                                            | 23 de julho de 1942     | —                                                                       | —      |
| 107    | Viktor Bauer                                            | Luftwaffe    | Oberleutnant                                    | Staffelkapitän do 9./Jagdgeschwader 3 "Udet"                                                      | 26 de julho de 1942     | —                                                                       | —      |
| 108    | Franz-Josef Beerenbrock                                 | Luftwaffe    | Oberfeldwebel                                   | Piloto no 10./Jagdgeschwader 51 "Mölders"                                                         | 3 de agosto de 1942     | —                                                                       | —      |
| 109    | Anton Hackl                                             | Luftwaffe    | Hauptmann                                       | Staffelkapitän do 5./Jagdgeschwader 77                                                            | 9 de agosto de 1942     | 78. Espadas 9 de julho de 1944                                          | —      |
| 110    | Traugott Herr                                           | Heer         | Generalmajor                                    | Comandante do 13. Panzer-Division                                                                 | 9 de agosto de 1942     | 117. Espadas 18 de dezembro de 1944                                     | —      |
| 111    | Werner Kempf                                            | Heer         | General der Panzertruppe                        | Comandante geral do XXXXVIII. Panzerkorps                                                         | 10 de agosto de 1942    | —                                                                       | —      |
| 112    | Gerhard Kollewe                                         | Luftwaffe    | Major                                           | Gruppenkommandeur do II.(Kampf)/Lehrgeschwader 1                                                  | 16 de agosto de 1942    | —                                                                       | —      |
| 113    | Walter Gorn                                             | Heer         | Oberstleutnant                                  | Comandante do Kradschützen-Bataillon 59                                                           | 17 de agosto de 1942    | 30. Espadas 8 de junho de 1943                                          | —      |
| 114    | Kurt Brändle                                            | Luftwaffe    | Hauptmann                                       | Gruppenkommandeur do II./Jagdgeschwader 3 "Udet"                                                  | 27 de agosto de 1942    | —                                                                       | —      |
| 115    | Johannes Steinhoff                                      | Luftwaffe    | Hauptmann                                       | Gruppenkommandeur do II./Jagdgeschwader 52                                                        | 2 de setembro de 1942   | 82. Espadas 28 de julho de 1944                                         |        |
| 116    | Walter Sigel                                            | Luftwaffe    | Oberstleutnant                                  | Geschwaderkommodore of Sturzkampfgeschwader 3                                                     | 2 de setembro de 1942   | —                                                                       | —      |
| 117    | Johann Zemsky                                           | Luftwaffe    | Hauptmann                                       | Gruppenkommandeur do II./Sturzkampfgeschwader 1                                                   | 3 de setembro de 1942*  | Morto em combate 28 de agosto de 1942                                   | —      |
| 118    | Alfred Druschel                                         | Luftwaffe    | Hauptmann                                       | Gruppenkommandeur do I./Schlachtgeschwader 1                                                      | 3 de setembro de 1942   | 24. Espadas 19 de fevereiro de 1943                                     | —      |
| 119    | Dr. Ing. Ernst Bormann                                  | Luftwaffe    | Oberst                                          | Comandante do Gefechtsverband Bormann augmenting Kampfgeschwader 76                               | 3 de setembro de 1942   | —                                                                       | —      |
| 120    | Gerhard Hein                                            | Heer         | Leutnant da reserva                             | Líder do 5./Infanterie-Regiment 209                                                               | 6 de setembro de 1942   | —                                                                       | —      |
| 121    | Werner Ziegler                                          | Heer         | Oberleutnant                                    | Líder do 2./Infanterie-Regiment 186                                                               | 8 de setembro de 1942   | 102. Espadas 23 de outubro de 1944                                      | —      |
| 122    | Wolf-Dietrich Wilcke                                    | Luftwaffe    | Hauptmann                                       | Geschwaderkommodore of Jagdgeschwader 3 "Udet"                                                    | 9 de setembro de 1942   | 23. Espadas 23 de dezembro de 1942                                      | —      |
| 123    | Klaus Scholtz                                           | Kriegsmarine | Korvettenkapitän                                | Comandante do U-108                                                                               | 10 de setembro de 1942  | —                                                                       | —      |
| 124    | Heinz Schmidt                                           | Luftwaffe    | Leutnant                                        | Piloto no 4./Jagdgeschwader 52                                                                    | 16 de setembro de 1942  | —                                                                       | —      |
| 125    | Heinrich Bleichrodt                                     | Kriegsmarine | Kapitänleutnant                                 | Comandante do U-109                                                                               | 23 de setembro de 1942  | —                                                                       | —      |
| 126    | Friedrich-Karl Müller                                   | Luftwaffe    | Oberleutnant                                    | Staffelkapitän do 1./Jagdgeschwader 53                                                            | 23 de setembro de 1942  | —                                                                       | —      |
| 127    | Wilhelm Crinius                                         | Luftwaffe    | Feldwebel                                       | Piloto no 3./Jagdgeschwader 53                                                                    | 23 de setembro de 1942  | —                                                                       | —      |
| 128    | Wolfgang Tonne                                          | Luftwaffe    | Oberleutnant                                    | Staffelkapitän do 3./Jagdgeschwader 53                                                            | 24 de setembro de 1942  | —                                                                       | —      |
| 129    | Bruno Ritter von Hauenschild                            | Heer         | Generalmajor                                    | Comandante do 24. Panzer-Division                                                                 | 27 de setembro de 1942  | —                                                                       | —      |
| 130    | Hans Beißwenger                                         | Luftwaffe    | Leutnant da reserva                             | Piloto no 6./Jagdgeschwader 54                                                                    | 3 de outubro de 1942    | —                                                                       | —      |
| 131    | Ernst-Wilhelm Reinert                                   | Luftwaffe    | Feldwebel                                       | Piloto no 4./Jagdgeschwader 77                                                                    | 7 de outubro de 1942    | 130. Espadas 1 de fevereiro de 1945                                     | —      |
| 132    | Karl Torley                                             | Heer         | Hauptmann                                       | Comandante do I./Infanterie-Regiment 60 (motorizado)                                              | 11 de outubro de 1942   | —                                                                       | —      |
| 133    | Johannes Kümmel                                         | Heer         | Hauptmann                                       | Comandante do I./Panzer-Regiment 8                                                                | 11 de outubro de 1942   | —                                                                       | —      |
| 134    | Günther Rall                                            | Luftwaffe    | Oberleutnant                                    | Staffelkapitän do 8./Jagdgeschwader 52                                                            | 26 de outubro de 1942   | 34. Espadas 12 de setembro de 1943                                      |        |
| 135    | Ludwig Kirschner                                        | Heer         | Oberstleutnant                                  | Comandante do Infanterie-Regiment 72                                                              | 28 de outubro de 1942   | —                                                                       | —      |
| 136    | Konrad Hupfer                                           | Heer         | Hauptmann                                       | Comandante do I./Infanterie-Regiment 72                                                           | 28 de outubro de 1942   | —                                                                       | —      |
| 137    | Max Stotz                                               | Luftwaffe    | Oberfeldwebel                                   | Piloto no 5./Jagdgeschwader 54                                                                    | 30 de outubro de 1942   | —                                                                       | —      |
| 138    | Heinrich Schweickhardt                                  | Luftwaffe    | Hauptmann                                       | Staffelkapitän do 8./Kampfgeschwader 76                                                           | 30 de outubro de 1942   | —                                                                       | —      |
| 139    | Wolfgang Schenck                                        | Luftwaffe    | Hauptmann                                       | Gruppenkommandeur do I./Zerstörergeschwader 1                                                     | 30 de outubro de 1942   | —                                                                       |        |
| 140    | Hermann Seitz                                           | Heer         | Oberstleutnant                                  | Comandante do Panzergrenadier-Regiment 63                                                         | 31 de outubro de 1942   | —                                                                       | —      |
| 141    | Josef Zwernemann                                        | Luftwaffe    | Oberfeldwebel                                   | Piloto no 7./Jagdgeschwader 52                                                                    | 31 de outubro de 1942   | —                                                                       | —      |
| 142    | Wolfgang Lüth                                           | Kriegsmarine | Kapitänleutnant                                 | Comandante do U-181                                                                               | 13 de novembro de 1942  | 29. Espadas 15 de abril de 1943 7. Diamantes 9 de agosto de 1943        | —      |
| 143    | Werner Töniges                                          | Kriegsmarine | Kapitänleutnant                                 | Comandante do Schnellboot S-102 do 1. Schnellbootflottille                                        | 13 de novembro de 1942  | —                                                                       | —      |
| 144    | Hyazinth Graf Strachwitz von Gross-Zauche und Camminetz | Heer         | Oberstleutnant da reserva                       | Comandante do I./Panzer-Regiment 2                                                                | 13 de novembro de 1942  | 27. Espadas 28 de março de 1943 11. Diamantes 15 de abril de 1944       |        |
| 145    | Hermann-Bernhard Ramcke                                 | Luftwaffe    | Generalmajor                                    | Comandante do Fallschirmjäger-Brigade "Ramcke"                                                    | 13 de novembro de 1942  | 99. Espadas 19 de setembro de 1944 20. Diamantes 19 de setembro de 1944 |        |
| 146    | Josef Wurmheller                                        | Luftwaffe    | Leutnant                                        | Piloto no 7./Jagdgeschwader 2 "Richthofen"                                                        | 13 de novembro de 1942  | 108. Espadas 24 de outubro de 1944                                      | —      |
| 147    | Karl-Friedrich Merten                                   | Kriegsmarine | Korvettenkapitän                                | Comandante do U-68                                                                                | 16 de novembro de 1942  | —                                                                       | —      |
| 148    | Friedrich Lang                                          | Luftwaffe    | Hauptmann                                       | Staffelkapitän do 1./Sturzkampfgeschwader 2 "Immelmann"                                           | 21 de novembro de 1942  | 74. Espadas 2 de julho de 1944                                          | —      |
| 149    | Alwin Boerst                                            | Luftwaffe    | Oberleutnant                                    | Staffelkapitän do 3./Sturzkampfgeschwader 2 "Immelmann"                                           | 28 de novembro de 1942  | 61. Espadas 6 de abril de 1944                                          | —      |
| 150    | Ekkehard Kylling-Schmidt                                | Heer         | Oberleutnant                                    | Chief do 4./Füsilier-Regiment 26                                                                  | 4 de dezembro de 1942   | —                                                                       | —      |
| 151    | Ernst Nobis                                             | Heer         | Oberstleutnant                                  | Comandante do Jäger-Regiment 204                                                                  | 5 de dezembro de 1942   | —                                                                       | —      |
| 152    | Wolfgang Fischer                                        | Heer         | Generalleutnant                                 | Comandante do 10. Panzer-Division                                                                 | 9 de dezembro de 1942   | —                                                                       | —      |
| 153    | Karl Allmendinger                                       | Heer         | Generalleutnant                                 | Comandante do 5. Jäger Division                                                                   | 13 de dezembro de 1942  | —                                                                       | —      |
| 154    | Heinrich Paepcke                                        | Luftwaffe    | Hauptmann                                       | Gruppenkommandeur do III./Kampfgeschwader 30                                                      | 19 de dezembro de 1942* | Morto em combate 17 de outubro de 1942                                  | —      |
| 155    | Hermann Balck                                           | Heer         | Generalmajor                                    | Comandante do 11. Panzer-Division                                                                 | 20 de dezembro de 1942  | 25. Espadas 4 de março de 1943 19. Diamantes 31 de agosto de 1944       |        |
| 156    | Walter Heitz                                            | Heer         | General der Artillerie                          | Comandante geral do VIII. Armeekorps                                                              | 21 de dezembro de 1942  | —                                                                       |        |
| 157    | Hermann Fegelein?                                       | Waffen-SS    | SS-Oberführer                                   | Comandante do SS-Kampfgruppe "Fegelein"                                                           | 22 de dezembro de 1942  | 83. Espadas 30 de julho de 1944                                         |        |
| 158    | Helmuth von Ruckteschell                                | Kriegsmarine | Kapitän zur See do reserves                     | Comandante do Hilfskreuzer "Michel" (HSK 9)                                                       | 23 de dezembro de 1942  | —                                                                       | —      |
| 159    | Felix Steiner                                           | Waffen-SS    | SS-Gruppenführer e Generalleutnant do Waffen-SS | Comandante do 5. SS-Panzergrenadier-Division "Wiking"                                             | 23 de dezembro de 1942  | 86. Espadas 10 de agosto de 1944                                        |        |
| 160    | Hubert Lanz                                             | Heer         | Generalleutnant                                 | Comandante do 1. Gebirgs-Division                                                                 | 23 de dezembro de 1942  | —                                                                       |        |
| 161    | Helmuth Schlömer                                        | Heer         | Generalmajor                                    | Comandante do 3. Infanterie-Division (motorizado)                                                 | 23 de dezembro de 1942  | —                                                                       | —      |
| 162    | Maximilian Reichsfreiherr von Edelsheim                 | Heer         | Oberst                                          | Comandante do Panzergrenadier-Regiment 26                                                         | 23 de dezembro de 1942  | 105. Espadas 23 de outubro de 1944                                      | —      |
| 163    | Hartwig von Ludwiger                                    | Heer         | Oberst                                          | Comandante do Jäger-Regiment 83                                                                   | 23 de dezembro de 1942  | —                                                                       | —      |
| 164    | Harald von Hirschfeld                                   | Heer         | Hauptmann                                       | Líder do II./Gebirgsjäger-Regiment 98                                                             | 23 de dezembro de 1942  | —                                                                       | —      |
| 165    | Josef Bremm                                             | Heer         | Oberleutnant da reserva                         | Chief do 5./Infanterie-Regiment 426                                                               | 23 de dezembro de 1942  | (159) Espadas 9 de maio de 1945?                                        | —      |
| 166    | Helmut Thumm                                            | Heer         | Oberst                                          | Comandante do Jäger-Regiment 56                                                                   | 23 de dezembro de 1942  | —                                                                       | —      |
| 167    | Helmuth von Pannwitz                                    | Heer         | Oberst                                          | Líder do Kampfgruppe "von Pannwitz"                                                               | 23 de dezembro de 1942  | —                                                                       | —      |
| 168    | Martin Fiebig                                           | Luftwaffe    | Generalleutnant                                 | Comandante geral do VIII. Fliegerkorps                                                            | 23 de dezembro de 1942  | —                                                                       | —      |